# 汉军出旗
汉军出旗是清朝中后期部分汉军旗人、下五旗旗鼓包衣、开户人、抱养民子、旗下家奴被统治者大规模强令脱离八旗组织的一系列举措。因出旗之人均以旗内汉姓人丁为主，故而统称为汉军出旗。汉军出旗最直接导火索是清中期开始出现的八旗生计问题。

## 简介
汉军八旗是清朝能够夺取中原江山的一个重要的辅佐力量，但随着满洲贵族统治经验的逐渐丰富，汉军的重要性也随之降低。另一方面，在清朝统治者眼里汉军“本系汉人”，尤其是入关后入旗、资历较浅、汉族风俗较深的汉军，始终受到统治者的另眼相待，在待遇上也明显低于满、蒙旗人。康熙末年，由于八旗人丁的滋生，旗丁挑甲比例的缩小，旗人的生计问题开始展露了出来，到了乾隆年间已愈演愈烈。清朝统治者对此的解决方式之一，便是强令这批资历较浅的汉军脱离八旗组织。
乾隆帝在即位初期便以整顿旗务为名，屡屡表露出将部分汉军视同汉人的倾向。终于，在乾隆七年（1742年）四月，正式发布了令汉军旗人出旗自行谋生的谕旨。在谕旨中，乾隆帝表面上说是为他们着想，并且听凭自愿，实则采取了大规模的强制性举措。按照乾隆帝的划定标准，除“从龙入关”的辽东汉军（俗称“陈汉军”）不在出旗之列外，汉军组织中的其余部分，如入关后归附者、原属于三藩所部者、开户人、另册档案人、抱养民子、汉军户下家奴等等皆应出旗为民。乾隆二十一年（1756年），皇帝又谕令五旗王公将生计困难之旗鼓包衣大量放出，并且每几年放出一次，下五旗汉姓包衣的数量也因此大幅减少，仅为包衣满洲佐领数量的五分之一多一些。雍正元年（1723年），汉军与汉人家奴壮丁共计44万余人，约占当时八旗人丁总额的72%。至出旗后嘉庆元年（1796年）的再度统计，已降至总人口的43%，可窥见规模之巨。

## 后果
由于清朝统治者始终不肯放任所有旗人自行谋生，因此尽管汉军大规模出旗，也无法从根本上解决八旗的生计问题。但汉军数量的减少，还是增加了满洲、蒙古旗丁当兵披甲的机率。另一方面，被勒令出旗也导致一些人心怀怨恨，例如在癸酉之变中天理教徒攻打紫禁城时就有一些之前被裁掉的原汉军旗人和包衣加入了天理教起事者的行列。

## 註解
1. ↑  “八旗汉军自从龙定鼎以来，国家休养生息，户口日繁。其出仕当差者，原有俸禄钱粮足资养赡，第闲散人多生计未免窘迫。又因限于成例，外任人员既不能置产另居；而闲散之人，外省即有亲友可依。及手艺工作可以别出营生者皆为定例所拘，不得前往，以致袖手坐食，困守一隅，深堪轸念。朕思汉军其初本系汉人，有从龙入关者、有定鼎后投诚入旗者、亦有缘罪入旗、与夫三藩户下归入者、内务府王公包衣拨出者、以及召募之炮手、过继之异姓、并随母因亲等类。先后归旗，情节不一。其中惟从龙人员子孙皆系旧有功勋，历世既久，自无庸另议更张。其余各项人等，或有庐墓产业在本籍者，或有族党姻属在他省者，朕意欲稍为变通，以广其谋生之路。如有愿改归原籍者，准其与该处民人一例编入保甲。有不愿改入原籍而外省可以居住者，不拘道里远近，准其前往入籍居住。此内如有世职，仍许其带往，一体承袭。其有原籍并无倚赖、外省亦难寄居，不愿出旗，仍旧当差者听之。所有愿改归民籍与愿移居外省者，无论京外官兵闲散俱限一年内具呈本管官查奏。如此屏当原为汉军人等，生齿日多，筹久远安全计，出自特恩，后不为例。此朕格外施仁原情体恤之意，并非逐伊等使之出旗为民，亦非为国家粮饷有所不给，可令八旗汉军都统等详悉晓谕，仍询问伊等有无情愿之处具摺奏闻。”[參⁠ 6]
2. ↑   註:

### 引用
1. 1 2 3 4 5 6  刘小萌 2008，第70頁
2. ↑  杜家骥 2008，第440-441頁
3. ↑  谢景芳 1986，第86-87頁
4. ↑  刘小萌 2008，第67-68頁
5. ↑  刘小萌 2008，第69頁
6. ↑  中华书局编 1985，第74-75頁
7. ↑  杜家骥 2008，第440-441頁
8. ↑  《满族简史》编写组 & 《满族简史》修订本编写组 1985，第96頁
9. ↑  《满族简史》编写组 & 《满族简史》修订本编写组 1985，第97頁
10. ↑   參: